# Der letzte Sommer der Reichen
Der letzte Sommer der Reichen ist der letzte Spielfilm von Peter Kern. Der Film wurde auf der Berlinale 2015 in der Sektion Panorama erstmals aufgeführt. Die Dreharbeiten fanden in Wien und in Niederösterreich im November und Dezember 2013 statt. Gedreht wurde unter anderem im Schloss Eckartsau und in einem Wiener Bordell. Das Budget des Films betrug ca. 700.000 Euro, der Film wurde vom österreichischen Filminstitut gefördert. Der Kinostart erfolgte in Österreich am 24. April 2015.

## Handlung
Hanna leitet als erfolgreiche Geschäftsfrau einen großen Konzern und lässt sich von niemandem etwas vorschreiben – außer von ihrem Großvater und der Nonne Sarah, die den bettlägerigen Großvater betreut.
Hanna beauftragt einen Killer mit dem Mord an ihrem Großvater und verliebt sich in Sarah.

## Hintergrund
Der Film enthält einige provozierende Szenen, etwa ein Kind, das spielt, während seine Mutter sich im selben Zimmer prostituiert, verbale pädophile Andeutungen oder die katholische Trauung der beiden Protagonistinnen.
Die Hauptdarstellerin Amira Casar verbindet den Film mit dem Ästhetizismus in Baudelaires Les fleurs du mal, an „diesen Schmerz in all der Schönheit, diese Düsternis seelenzerstörender Gedanken“.